# Gloryhammer
Gloryhammer (часто стилізований великими літерами як GLORYHAMMER ) — британський павер-метал-гурт, заснований клавішником Крістофером Боузом, головним вокалістом гурту Alestorm. Кожен учасник групи представляє персонажа в концепції загальної історії, та з’являється на сцені в обладунках і костюмах, які презентують своїх персонажів.

## Історія
Gloryhammer випустили свій дебютний альбом Tales from the Kingdom of Fife через Napalm Records 29 березня 2013 року  До виходу альбому сингл «Angus McFife» був випущений на YouTube-каналі Napalm 7 березня 2013 року.
Гурт випустив відео на каналі Napalm для «Universe on Fire» 8 серпня 2015 року та «Rise of The Chaos Wizards» 11 вересня 2015 року. 25 вересня 2015 року Gloryhammer випустили свій другий студійний альбом під назвою Space 1992: Rise of the Chaos Wizards, з яким гурт увійшов до офіційних чартів альбомів у кількох країнах, після чого відбулися тури з такими гуртами, як Stratovarius, Blind Guardian і HammerFall .
16 травня 2017 року Gloryhammer було номіновано як найкращий гурт у категорії «Up & Coming» Metal Hammer Awards 2017 німецьким виданням міжнародного музичного журналу Metal Hammer. У 2018 році гурт знову був номінований у цій же категорії.
У січні 2018 року гурт здійснив тур по Європі, який складався з 24 концертів поспіль. У вересні 2018 року вони вперше гастролювали з Alestorm Північною Америкою, зігравши 19 концертів у США та Канаді. 
30 січня 2019 року на офіційній сторінці гурту у Facebook було анонсовано альбом Legends from Beyond the Galactic Terrorvortex, який вийшов 31 травня 2019 року. Гурт випустив два сингли, «Gloryhammer» 12 квітня 2019 року та «The Siege of Dunkeld (In Hoots We Trust)» 10 травня 2019 року на Youtube-каналі Napalm. Після випуску альбому відбувся перший тур групи по Північній Америці в якості хедлайнерів у червні за підтримки Æther Realm.
22 серпня 2021 року Gloryhammer оголосив, що Томас Вінклер покинув гурт. Сам Вінклер заявив, що його звільнили через електронний лист, в якому причиною звільнення були названі розбіжності щодо ділових та організаційних питань. У грудні Созос Майкл був представлений як новий вокаліст гурту. Gloryhammer випустили свій перший сингл з Майклом як головним вокалістом під назвою «Fly Away» 28 квітня 2022 року  .

## Скандали
Невдовзі після того, як Gloryhammer оголосили що Вінклера звільняють з гурту, колишня партнерка басиста Джеймса Картрайта заявила, що Картрайт жорстоко поводився з нею протягом п'яти років. Крім того, обліковий запис у Twitter під назвою «GloryhammerC» опублікував скріншоти внутрішнього чату гурту, які демонстрували мізогінну та расистську поведінку його учасників. 26 серпня 2021 року басист Вінсент Джексон Джонс, який співпрацював із клавішником Gloryhammer Крісом Боузом у групі Wizardthrone, опублікував заяву, в якій професійно відмежувався від Боуза та закликав його зробити власну заяву, адже на той час жоден із учасників Gloryhammer не надав публічних коментарів з цього приводу. 3 вересня 2021 року Боуз та решта гурту оприлюднили заяви, визнавши, що витік з чату був правдивим, і вибачилися за свої расистські та женоненависницькі зауваження. Однак вони також заявили, що претензії щодо Картрайта були неправдивими.

## Склад
Поточні учасники
- Кріс Боуз (Zargothrax) – клавішні, бек-вокал (2010–дотепер)
- Бен Турк (Ralathor) – ударні(2010–дотепер)
- Пол Темплінг (Ser Proletius) – гітара, бек-вокал (2010–дотепер)
- Джеймс Картрайт (The Hootsman) – бас-гітара, бек-вокал (2010–дотепер)
- Созос Майкл (Angus McFife) – вокал (2021–дотепер)

Поточні концертні учасники
- Майкл Барбер – клавішні (2016–дотепер)

Колишні учасники
- Томас Вінклер (Angus McFife XIII) – вокал (2011–2021) |}

## Дискографія
- Tales from the Kingdom of Fife (2013)
- Space 1992: Rise of the Chaos Wizards (2015)
- Legends from Beyond the Galactic Terrorvortex (2019)

## Зовнішні посилання
- Офіційний сайт